# Waldstadt I
La Waldstadt I è un quartiere della città tedesca di Potsdam.